# Suuri-Musta (ö i Södra Savolax)
Suuri-Musta är en ö i Finland. Den ligger i sjön Puruvesi och i kommunen Nyslott i  landskapet Södra Savolax, i den sydöstra delen av landet, 300 km nordost om huvudstaden Helsingfors. Öns area är 54,8 hektar och dess största längd är 0,9 kilometer i sydväst-nordöstlig riktning.